# Knivsta (comune)
Knivsta è un comune svedese di 14 697 abitanti, situato nella contea di Uppsala. Il suo capoluogo è la cittadina omonima.

## Località
Nel territorio comunale sono comprese le seguenti aree urbane (tätort):
- Alsike
- Knivsta